# Exsultate, jubilate
Exsultate, jubilate (KV 165, KV6 158a) (in der Originalhandschrift Exultate, jubilate) ist eine lateinische Motette für Sopran und Orchester von Wolfgang Amadeus Mozart.

## Entstehungsgeschichte
Mozart komponierte das Werk während seiner letzten Italienreise im Januar 1773 in Mailand. Das Werk wurde am 17. Januar vom dortigen „primo uomo“ in Mozarts Oper Lucio Silla, dem Kastraten Venanzio Rauzzini, uraufgeführt. Neben dem originalen marianischen Text existiert eine Salzburger Fassung aus dem Jahr 1779, in der Alternativtexte zum Trinitatisfest und für Weihnachten vorgesehen sind. Die Salzburger Fassung, die erst 1978 wiederentdeckt wurde, unterscheidet sich weiterhin durch die Verwendung von Flöten an Stelle von Oboen.

## Das Werk
Das Werk ist viersätzig angelegt. Der langsame dritte Satz geht dabei direkt in den vierten über. Die Orchesterbesetzung besteht aus:
2 Oboen (oder 2 Flöten), 2 Hörnern, 2 Violinen, Viola, Violoncello, Kontrabass, Fagott, Orgel.
Die Sätze:
1. Exsultate, jubilate – Allegro (F-Dur)
2. Fulget amica dies – (Secco-Rezitativ)
3. Tu virginum corona – Andante (A-Dur)
4. Alleluja – Molto allegro (F-Dur)

## Text
Der lateinische Text stammt von einem unbekannten Autor.
Exsultate, jubilate,

o vos animae beatae,

dulcia cantica canendo,

cantui vestro respondendo,

psallant aethera cum me.

Fulget amica dies,

iam fugere et nubila et procellae;

exortus est justis

inexspectata quies.

Undique obscura regnabat nox;

surgite tandem laeti,

qui timuistis adhuc,

et iucundi aurorae fortunatae

frondes dextera plena et lilia date.

Tu virginum corona,

tu nobis pacem dona,

tu consolare affectus,

unde suspirat cor.

Alleluja, alleluja, alleluja…
Jauchzet, jubelt,

o ihr glücklichen Seelen,

singt süße Lieder;

eurem Lied antwortend

sollen die Himmel Psalmen mit mir singen.

Es leuchtet der freundliche Tag,

schon fliehen Wolken und Stürme;

Den Gerechten

ist unerwartete Ruhe gekommen.

Überall regierte die dunkle Nacht;

erhebt euch endlich voll Freude,

die ihr euch bis jetzt gefürchtet habt,

und freudig überreicht der glücklichen Morgenröte

mit vollen Händen Blütenzweige und Lilien.

Du, Krone der Jungfrauen,

du, gib uns Frieden,

du, stille die Leidenschaften,

unter denen das Herz seufzt.

Alleluja.

## Sonstiges
Andere Vertonungen existieren, z. B. von Karl Jenkins.